# Сьнециська
Сьнециська (пол. Śnieciska, нім. Schneeschütz) — село в Польщі, у гміні Занемишль Сьредського повіту Великопольського воєводства.
Населення — 434 особи (2011).
У 1975-1998 роках село належало до Познанського воєводства.

## Демографія
Демографічна структура станом на 31 березня 2011 року:
|          | Загалом | Допрацездатний вік | Працездатний вік | Постпрацездатний вік |
| -------- | ------- | ------------------ | ---------------- | -------------------- |
| Чоловіки | 210     | 43                 | 145              | 22                   |
| Жінки    | 224     | 45                 | 136              | 43                   |
| Разом    | 434     | 88                 | 281              | 65                   |